# Гвинея на летних Олимпийских играх 1980
Гвинея принимала участие в Летних Олимпийских играх 1980 года в Москве (СССР) после двенадцатилетнего перерыва, во второй раз за свою историю, но не завоевала ни одной медали. Сборную страны представляли 9 спортсменов, участвовавших в соревнованиях по боксу, дзюдо и лёгкой атлетике.

## Бокс
Спортсменов — 3
| Спортсмен         | Категория | 1/32 финала          | 1/16 финала                       | 1/8 финала           | 1/4 финала           | Полуфинал            | Финал                |
| Спортсмен         | Категория | Соперник и результат | Соперник и результат              | Соперник и результат | Соперник и результат | Соперник и результат | Соперник и результат |
| ----------------- | --------- | -------------------- | --------------------------------- | -------------------- | -------------------- | -------------------- | -------------------- |
| Барри Агуибу      | 51 кг     |                      | Хассан Шериф Пор Дискв            | Не прошёл            | Не прошёл            | Не прошёл            | Не прошёл            |
| Самба Якоб Диалло | 54 кг     | -                    | Ганапати Манохаран Пор 1:4        | Не прошёл            | Не прошёл            | Не прошёл            | Не прошёл            |
| Мбемба Камара     | 71 кг     |                      | Франсиско Карлос де Жезус Пор 0:5 | Не прошёл            | Не прошёл            | Не прошёл            | Не прошёл            |

## Дзюдо
Спортсменов — 3
| Спортсмен       | Категория | 1/16                             | 1/8                       | 1/4                  | 1/2                  | 1-й доп. раунд       | Утешит. четвертьфинал | Утешит. полуфинал    | За 3 место           | Финал                |
| Спортсмен       | Категория | Соперник Результат               | Соперник Результат        | Соперник Результат   | Соперник Результат   | Соперник Результат   | Соперник Результат    | Соперник Результат   | Соперник Результат   | Соперник Результат   |
| --------------- | --------- | -------------------------------- | ------------------------- | -------------------- | -------------------- | -------------------- | --------------------- | -------------------- | -------------------- | -------------------- |
| Ибрахим Камара  | До 60 кг  | Павел Петржиков пор. иппон       | Закончил выступление      | Закончил выступление | Закончил выступление | Закончил выступление | Закончил выступление  | Закончил выступление | Закончил выступление | Закончил выступление |
| Мамаду Диалло   | До 65 кг  | -                                | Джибриль Самбу пор. иппон | Закончил выступление | Закончил выступление | Закончил выступление | Закончил выступление  | Закончил выступление | Закончил выступление | Закончил выступление |
| Абдулайе Диалло | До 71 кг  | Равдангийн Даваадалай пор. иппон | Закончил выступление      | Закончил выступление | Закончил выступление | Закончил выступление | Закончил выступление  | Закончил выступление | Закончил выступление | Закончил выступление |

## Лёгкая атлетика
Спортсменов — 3
Мужчины
| Спортсмен       | Вид   | Забег     | Забег | Четвертьфинал | Четвертьфинал | Полуфинал | Полуфинал | Финал     | Финал     |
| Спортсмен       | Вид   | Результат | Место | Результат     | Место         | Результат | Место     | Результат | Место     |
| --------------- | ----- | --------- | ----- | ------------- | ------------- | --------- | --------- | --------- | --------- |
| Поль Хаба       | 100 м | 11,19     | 6     | Не прошёл     | Не прошёл     | Не прошёл | Не прошёл | Не прошёл | Не прошёл |
| Поль Хаба       | 200 м | 22,70     | 7     | Не прошёл     | Не прошёл     | Не прошёл | Не прошёл | Не прошёл | Не прошёл |
| Мохамед Диаките | 400 м | 49,59     | 6     | Не прошёл     | Не прошёл     | Не прошёл | Не прошёл | Не прошёл | Не прошёл |
| Секу Камара     | 800 м | 1.58,9    | 5     | Не прошёл     | Не прошёл     | Не прошёл | Не прошёл | Не прошёл | Не прошёл |